# Finding Carter
Finding Carter ist eine US-amerikanische Jugendserie, mit einem Umfang von 36 Folgen in zwei Staffeln. Ihre Erstausstrahlung erfolgte in den USA am 8. Juli 2014 beim Sender MTV. Die deutschsprachige Erstausstrahlung fand am 22. Februar 2016 auf dem Free-TV-Sender Disney Channel statt.

## Inhalt
Die Serie folgt zu Anfang der Jugendlichen Carter, die mit ihrer alleinerziehenden Mutter ein eigentlich perfektes Leben zu führen scheint. Nachdem Carter wegen eines misslungenen Streiches kurzzeitig in Haft muss, wird herausgefunden, dass sie als Kind von ihrer eigentlichen Mutter Lori entführt wurde. Carter lernt daher ihre biologische Familie kennen, bestehend aus ihrer Mutter, einer Polizistin, die jahrelang nach ihrer verschwundenen Tochter suchte, ihrem Vater, der erfolgreich ein Buch über die Entführung seiner Tochter veröffentlichte, ihrer Zwillingsschwester Taylor, sowie ihrem jüngeren Bruder Grant.

## Besetzung und Synchronisation
| Rollenname              | Schauspieler      | Synchronsprecher  |
| ----------------------- | ----------------- | ----------------- |
| Carter Wilson           | Kathryn Prescott  | Lea Kalbhenn      |
| Elizabeth Wilson        | Cynthia Watros    | Claudia Lössl     |
| David Wilson            | Alexis Denisof    | Manou Lubowski    |
| Taylor Wilson           | Anna Jacoby-Heron | Maresa Sedlmeir   |
| Grant Wilson            | Zac Pullam        |                   |
| Max Wagner              | Alex Saxon        | Maximilian Artajo |
| Lori Stevens            | Milena Govich     | Kathrin Gaube     |
| Cameron ''Crash'' Mason | Caleb Ruminer     | Max Felder        |
| Gabe Medeiros           | Jesse Henderson   | Tim Schwarzmaier  |
| Kyle Medeiros           | Eddie Matos       | Patrick Schröder  |
| Jared                   | Jackson Rathbone  |                   |